# Amerikaanse matkop
De Amerikaanse matkop (Poecile atricapillus; synoniem: Parus atricapillus) is een zangvogel uit de familie van de echte mezen (Paridae). De vogel komt voor in het noorden van de Verenigde Staten, Canada en Alaska. Het is de "nationale vogel" van de staten Maine en Massachusetts (beide VS) en de provincie New Brunswick (Canada).

## Kenmerken
De Amerikaanse matkop heeft het formaat van een (Euraziatische) matkop en lijkt daar ook erg op. De Amerikaanse matkop heeft een grotere zwarte "bef" onder de snavel en maakt een ander geluid.
Binnen Noord-Amerika is weer het onderscheid tussen Amerikaanse matkop en Carolinamees erg lastig. De Carolinamees komt wat zuidelijker voor, maar er is een zone waar beide soorten voorkomen en waar zij ook hybridiseren. Voor kenners is het geluid het belangrijkste middel om de soorten te kunnen onderscheiden. Dit kenmerk is echter weer problematisch in de overlapzone door de aanwezigheid van bastaards en omdat blijkt dat de soorten elkaars geluiden imiteren.
Feitelijk vormen de Amerikaanse matkop, matkop, glanskop en Carolinamees een complex van nauw verwante soorten.

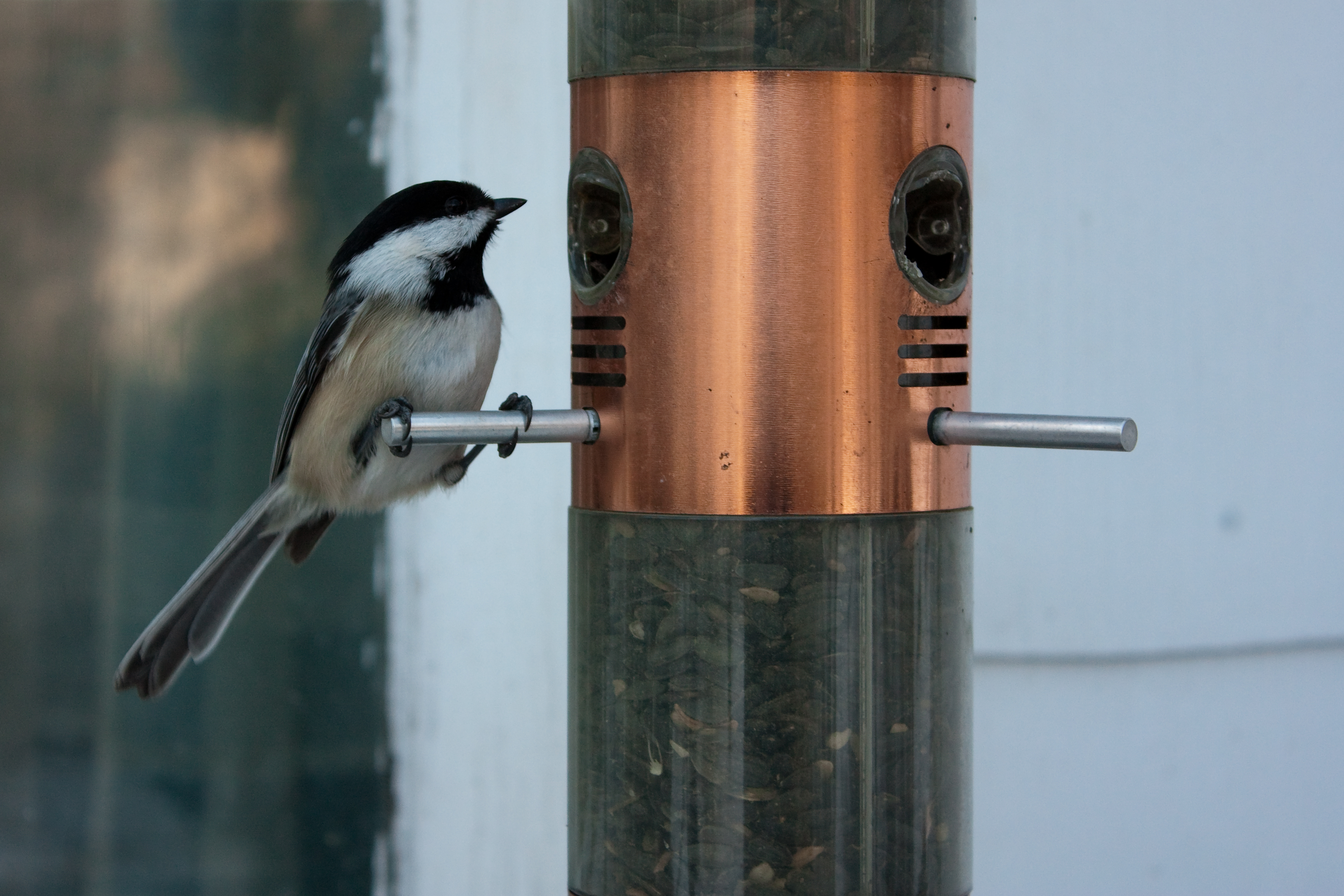
Amerikaanse matkop bij silo met vogelvoer.

## Leefgebied
De vogel komt voor in gemengd bos, loofbos, parken, grote tuinen en wilgenstruweel. Een opvallend kenmerk van vogels in dun bevolkte gebieden is hun nieuwsgierigheid en gebrek aan schuwheid voor mensen en menselijke activiteiten.
De soort telt negen ondersoorten:
- P. a. turneri: centraal en zuidelijk Alaska en noordwestelijk Canada.
- P. a. occidentalis: de zuidwestkust van Canada en de noordwestelijke Verenigde Staten.
- P. a. fortuitus: inlands zuidwestelijk Canada en de noordwestelijke Verenigde Staten.
- P. a. septentrionalis: van westelijk en centraal Canada tot de centrale Verenigde Staten.
- P. a. bartletti: Newfoundland.
- P. a. atricapillus: van oostelijk Canada tot de centrale en noordoostelijke Verenigde Staten.
- P. a. garrinus: de westelijk-centrale Verenigde Staten.
- P. a. nevadensis: de westelijke Verenigde Staten.
- P. a. practicus: de Appalachen.